# HIP 64892
Désignations
HIP 64892, également désigné HD 115470, est un système binaire membre du sous-groupe Bas-Centaure-Croix du Sud de l'association OB Scorpion-Centaure, constitué d'une étoile bleu-blanc de la séquence principale et d'une naine brune. L'étoile, HIP 64892 A, est de type spectral B9,5V là où la naine brune, HIP 64892 B, est de type spectral M9γ[Quoi ?].

## HIP 64892 A, l'étoile
L'étoile HIP 64892 A est une étoile bleu-blanc de la séquence principale de type spectral B9,5V.

## HIP 64892 B, la naine brune
La naine brune HIP 64892 B fut découverte par Anthony Cheetham et ses collaborateurs grâce à des observations effectuées grâce à SPHERE, sur le VLT, dans le cadre du relevé d'exoplanètes SHINE. Elle est de type spectral M9γ. La séparation angulaire mesurée entre l'étoile et la naine brune est de (1,270 5 ± 0,002 3) seconde d'arc, ce qui correspond à une distance projetée de (159 ± 12) unités astronomiques.